# Sopa de arroz con carne en polvo
La sopa de arroz con carne en polvo es un plato típico tradicional de algunas regiones latinoamericanas. En Antioquia (un departamento de Colombia), se le ha conocido en los últimos años (1990 en adelante) como «sopa de cura en vereda».
Básicamente, este plato de procedencia íntimamente familiar tradicional, pues no se consigue fácilmente en restaurantes o sitios públicos, consiste en la combinación de la sopa de arroz comúnmente conocida, con la carne en polvo (es lo más tradicional emplear la carne en esta presentación), y con otros elementos gastronómicos esenciales al plato como son las papas chip caseras, el tradicional hogao, las tajadas fritas de plátano maduro, rodajas de tomate y aguacate.
El plato es profundamente raizal en el departamento colombiano de Antioquia, presenta un sabor exquisito y requiere de un buen tiempo de preparación debido a la gran cantidad de componentes que tiene.